# 小宮山俊
小宮山 俊 (こみやま しゅん、本名：込山俊男、1918年1月29日 - 2006年9月12日) は 日本画家である。代表作にヒマール連作シリーズがある。

## 概要
1918年（大正7年）1月29日に東京都月島で込山熊太郎、母千代次の長男として生まれる。1941年（昭和16年）に東京美術学校日本画科に入学する。同級生に渡辺学(創画会)、太田歳、田所量司がいた。師は結城素明、川﨑小虎、川合玉堂、常岡文亀、矢沢弦月。元新美術協会理事長である。2006年（平成18年）9月12日に逝去。千葉県立美術館、山梨県南部町立美術館などに作品が収蔵されている。

## 作品
- 三珠の牡丹図[3]
- ヒマール連山 牡丹曼荼羅[3]
- 山女魚棲む渓（左双）[4]
- 「瑞光の中の若き丹頂鶴」龍君　八曲
- 「ヒマラヤ曼陀羅（日照）」4曲左双
- エメラルドの宴
- 谷川岳早春

## 著書
- 小宮山俊展[5]